# HAPPY TIME TOUR '98〜黒頭巾のなすがまま〜
『HAPPY TIME TOUR '98〜黒頭巾のなすがまま〜』（ハッピー・タイム・ツアー・ナインティーエイト くろずきんのなすがまま）は、レイジーのライブ・アルバム、およびVHSソフト。1998年10月21日にエアーズから発売された。

## 概要
同年8月30日に赤坂BLITZで行われたライブの模様を収録したものである。
VHS版はCD版より収録時間が短く、曲数も少ない（洋楽のカバーは1曲も収録されていない）が、CD版には未収録の「EARTH ARK」や樋口宗孝のドラムソロ、舞台裏の様子、メンバーが再結成にかけた想いを語る様子などが収録されている。
「SOMEBODY TO LOVE」の間奏で田中宏幸と井上俊次が「赤頭巾ちゃん御用心」のイントロのフレーズを演奏し、影山ヒロノブに「それはないな」と突っ込まれるという一幕がある。

## 収録曲

### CD
| 全編曲: LAZY。 |                          |                            |             |
| #              | タイトル                 | 作詞                       | 作曲        |
| 1.             | 「HAPPY TIME」           | LAZY                       | LAZY        |
| 2.             | 「感じてナイト」         | 伊達歩                     | 水谷公生    |
| 3.             | 「SOMEBODY TO LOVE」     | DARBY SLICK 訳詞：牧穂エミ | DARBY SLICK |
| 4.             | 「ROCK'N ON MY BABY」    | LAZY                       | LAZY        |
| 5.             | 「ALL THE YOUNG DUDES」  | DAVID BOWIE 訳詞：牧穂エミ | DAVID BOWIE |
| 6.             | 「MY REST POSE」         | 牧穂エミ                   | LAZY        |
| 7.             | 「PRAY」                 | 牧穂エミ                   | LAZY        |
| 8.             | 「HEY I LOVE YOU」       | 森雪之丞                   | 馬飼野康二  |
| 9.             | 「GOOD BY MY BABY」      | たきのえいじ               | 田中宏幸    |
| 10.            | 「BABY I MAKE A MOTION」 | 岩沢律                     | 加瀬邦彦    |
| 11.            | 「黒頭巾」               | LAZY                       | LAZY        |
| 12.            | 「DREAMER」              | 高崎晃 補作詞：伊達歩      | 高崎晃      |
| 13.            | 「LONELY STAR」          | 田中宏幸 補作詞：伊達歩    | 田中宏幸    |
| 14.            | 「ULTRA HIGH」           | LAZY                       | LAZY        |
| 15.            | 「今夜LOVERS LANEで…」   | LAZY                       | LAZY        |

### VHS
全編曲：LAZY
1. HAPPY TIME（作詞・作曲：LAZY）
2. 感じてナイト（作詞：伊達歩 作曲：水谷公生）
3. Pray（作詞：牧穂エミ 作曲：LAZY）
4. 黒頭巾（作詞・作曲：LAZY）
5. DREAMER（作詞・作曲：高崎晃 補作詞：伊達歩）
6. Hey! I Love You!（作詞：森雪之丞 作曲：馬飼野康二）
7. Good-by My Baby（作詞：たきのえいじ 作曲：田中宏幸）
8. Baby I make a motion（作詞：岩沢律 作曲：加瀬邦彦）
9. LONELY STAR（作詞・作曲：田中宏幸 補作詞：伊達歩）
10. Ultra High（作詞・作曲：LAZY）
11. EARTH ARK（作詞：伊達歩 作曲：高崎晃）
12. 今夜、LOVERS LANEで…（作詞・作曲：LAZY）